# Spelviks socken
Spelviks socken i Södermanland ingick i Rönö härad och är sedan 1971 en del av Nyköpings kommun, från 2016 inom Ludgo-Spelviks distrikt.
Socknens areal är 12,43 kvadratkilometer, varav 9,94 land. År 1952 fanns här 186 invånare. Sockenkyrkan Spelviks kyrka ligger i socknen.  

## Administrativ historik
Spelviks socken har medeltida ursprung. 
Vid kommunreformen 1862 övergick socknens ansvar för de kyrkliga frågorna till Spelviks församling och för de borgerliga frågorna till Spelviks landskommun. Landskommunen inkorporerades 1952 i Rönö landskommun som 1971 uppgick i Nyköpings kommun. Församlingen uppgick 1992 i Ludgo-Spelviks församling som 2002 uppgick i Rönö församling.
1 januari 2016 inrättades distriktet Ludgo-Spelvik, med samma omfattning som Ludgo-Spelviks församling hade 1999/2000 och fick 1992, och vari detta sockenområde ingår.
Socknen har tillhört län, fögderier, tingslag och domsagor enligt vad som beskrivs i artikeln Rönö härad.  De indelta soldaterna tillhörde Södermanlands regemente, Nyköpings kompani.

## Geografi
Spelviks socken ligger nordnordost om Nyköping mellan sjöarna Runnviken, Ludgosjön och Eknaren. Socknen är en småkuperad odlingsbygd.
Spelviks sockens södra del utgörs av Runnviks udde som sticker ut i sjön Runnviken. I södra sockendelen ligger bl.a. gårdarna Snesta och Håcknesta. Socknen gränsar i sydost mot Bogsta socken. Öster om Spelviks kyrka ligger Ludgosjön. Här samt i norr gränsar Spelviks socken mot Ludgo socken. I nordväst ligger Landshammars gård, från vilken en udde sticker ut i sjön Eknaren. I sydväst, mellan Eknaren och Runnviken gränsar socknen mot Runtuna socken.

## Fornlämningar

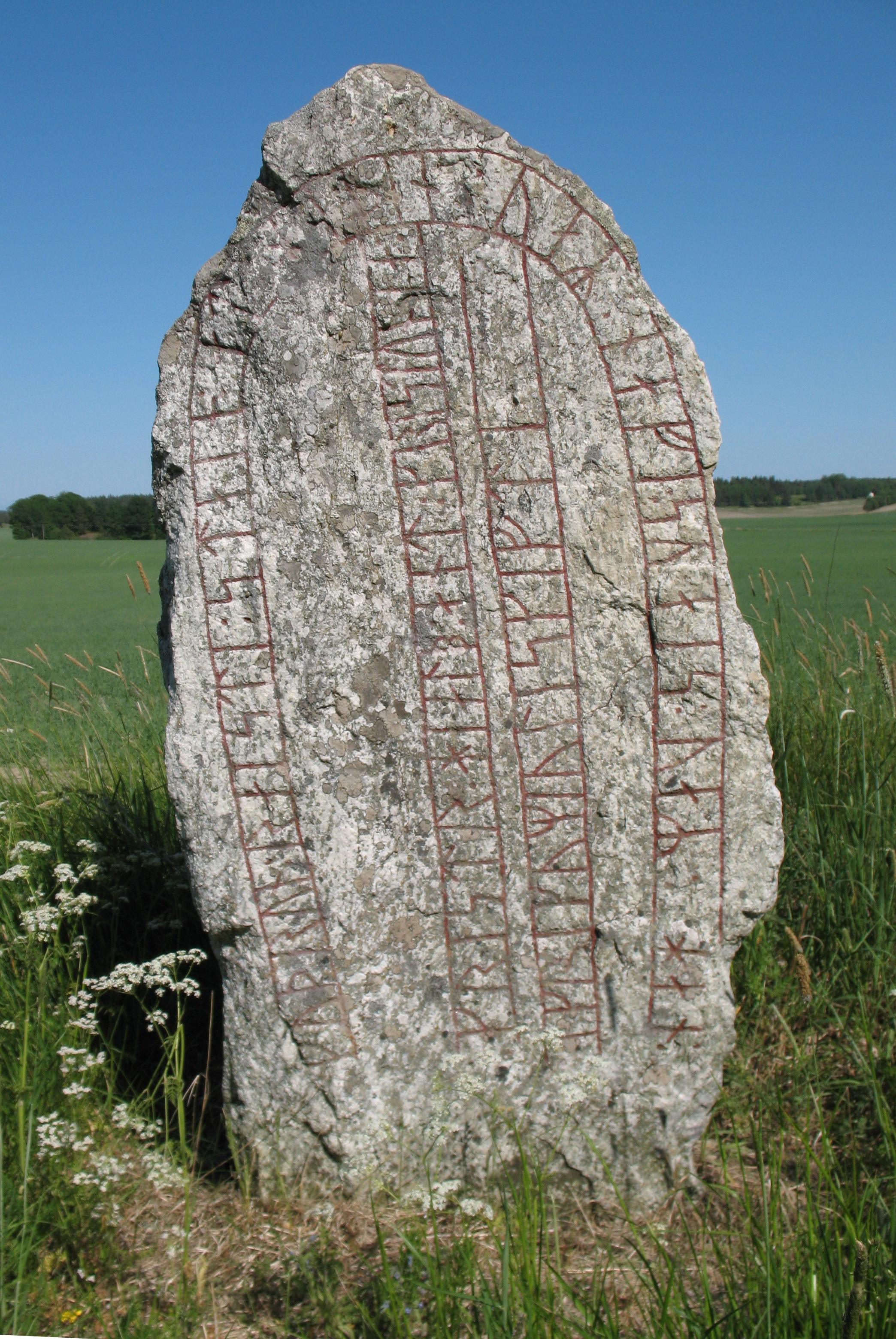
Runstenen Sö 165 vid Grinda.

Från bronsåldern finns spridda gravar av rösetyp. Från samma tid är skärvstenshögarna i området. De flesta fornlämningar härrör dock från järnåldern och finns inom 23 gravfält från denna tid. Vid Landshammar ligger ett större gravfält, som använts under lång tid. På detta fält har man bland annat gjort rika gravfynd från vendeltid. Inom socknen finns fem runstenar. Två av dem ligger vid Grinda.

## Namnet
Namnet (1330 Spieldouikh) kommer från kyrkbyn och kommer ursprungligen från ett äldre namn på Ludgosjön eller en vik av denna. Förleden innehåller spiäld och kan tolkas som 'bräde, skiva' och då syfta på sjön. Alternativt kan det tolkas som 'liten del av åkermark' och då avse viken.